# زوران میکولیچ
زوران میکولیچ (انگلیسی: Zoran Mikulić؛ زادهٔ ۲۴ اکتبر ۱۹۶۵) بازیکن سابق و مربی هندبال اهل کرواسی است.